# وريد مأبضي
الوريد المأبضي هو وريد يقع خلف الركبة. يسير الوريد جنبًا إلى جنب مع الشريان المأبضي، ولكنه يحمل الدم من مفصل الركبة والعضلات في الفخذ والساق إلى القلب.
ينشأ هذا الوريد من اتصال الوريد الظنبوبي الخلفي مع الوريد الظنبوبي الأمامي.
يقوم الوريد بتصريف الدم من الوريد الشظوي قبل أن يصل إلى مفصل الركبة ويتحوّل إلى الوريد الفخذي عند الخروج من قناة العضلة المقربة (المعروفة أيضا باسم قناة هنتر).
يمتدّ الشريان المأبضي من الشريان الفخذي خلف الحفرة المأبضية والتي تمثّل حفرة الفضاء الموجودة خلف الركبة.